# Hermodore d'Éphèse
Hermodore d'Éphèse (en grec ancien Ἑρμόδωρος), est un philosophe grec du Ve avant J.-C.

## Biographie
Il serait né à Éphèse et fut l'ami d’Héraclite : ses concitoyens le bannirent comme aristocrate, et Héraclite 
ne leur pardonna jamais cet exil. Il s'installa alors à Rome en 450 av. J-C, engagea les Romains à demander des lois à la Grèce et pris part, selon Strabon, à la rédaction de la loi des Douze Tables. Le sénat lui fit alors élever une statue dans le Forum.